# Nomada inepta
Nomada inepta är en biart som beskrevs av Mitchell 1962. Nomada inepta ingår i släktet gökbin, och familjen långtungebin. Inga underarter finns listade i Catalogue of Life.